# Manuela Henkel
Pour les articles homonymes, voir Henkel (homonymie).
Manuela Henkel (née le 4 décembre 1974 à Neuhaus am Rennweg) est une fondeuse allemande. Sœur de la biathlète Andrea Henkel, elle a remporté le titre olympique de relais en 2002 et le titre mondial dans la même épreuve en 2003. En Coupe du monde, elle obtient huit podiums dont six en sprint. Elle se retire du sport de haut niveau en 2010. 

## Palmarès

### Jeux olympiques
- Jeux olympiques d'hiver de 2002 à Salt Lake City  États-Unis:
  -  Médaille d'or en relais 4 × 5 km

### Championnats du monde
- Championnats du monde de 2003 à Val di Fiemme  Italie:
  -  Médaille d'or en relais 4 × 5 km

### Coupe du monde
- Meilleur classement général : 18e en 2002 et 2004.
- 8 podiums individuels.
- 17 podiums par équipes dont 3 victoires.